# Самбожець
Самбожець (пол. Samborzec) — село в Польщі, у гміні Самбожець Сандомирського повіту Свентокшиського воєводства.
Населення — 450 осіб (2011).
У 1975-1998 роках село належало до Тарнобжезького воєводства.

## Демографія
Демографічна структура на день 31 березня 2011 року:
|          | Загалом | Допрацездатний вік | Працездатний вік | Постпрацездатний вік |
| -------- | ------- | ------------------ | ---------------- | -------------------- |
| Чоловіки | 221     | 41                 | 150              | 30                   |
| Жінки    | 229     | 47                 | 119              | 63                   |
| Разом    | 450     | 88                 | 269              | 93                   |